# 金魚二
金鱼二（α Dor/劍魚座α）是南天星座剑鱼座的最亮星。利用视差测量这个系统的距离大约是169光年。
这是一个双星系统，总和视星等在3.26至3.30之间变化。这个系统包含了2颗B型主序星以椭圆的轨道互相绕行，周期大约12年。两星的距离在近拱点的2天文单位到远拱点17.5天文单位间变化。主星剑鱼座αA是一个特殊恒星，大气层有不寻常多的硅，是一颗Si星。
金鱼二有光学伴星，CCDM J04340-5503C，距离77弧秒，位置角94°。它与其他两颗星没有实际的关系。